# 新田科技城
新田科技城，為香港政府發展中的創科基礎設施計劃，位於北部都會區的核心地帶，毗鄰深圳皇崗和福田的創科區域，旨在成為香港與深圳跨境協作的創科樞紐。

## 概況
為配合國家「十四五」規劃支持香港發展為國際創新及科技（創科）中心，2021年發表的《北部都會區發展策略》提出新田科技城的構想。該項目總發展面積達626公頃，其中約300公頃規劃為創科用地，與深圳河對岸的深圳科創園區規模相若，預計可容納約700萬平方米的總樓面面積，相當於17個香港科學園。新田科技城分為「創新科技園區」及「新田市中心」兩大主要部分，前者集中創科產業發展，後者則提供住宅及社區配套。
新田科技城的發展策略定位為與深圳科創園區產生協同效應，推動香港「南金融、北創科」的產業布局。項目涵蓋港深創新及科技園（河套區）及周邊用地，並規劃兩條過境鐵路連接，包括擬議的北環線支線及現有的落馬洲支線。政府預計項目將提供約16萬個就業機會及5萬個住宅單位。
2024年5月，環保署署長有條件批准新田／落馬洲發展樞紐環評報告，但遭環保團體批評報告存在技術評估錯誤及違反法定要求，形容為「史上最馬虎環評」。同年9月，項目環評報告面臨司法覆核挑戰，但政府強調將繼續推進工程，並計劃於2026年完成首批創科用地平整。
項目進行為期2個月的公眾諮詢，共接收1618份申述，其中93%為反對意見，主要來自環保團體如長春社及香港觀鳥會；支持意見佔6%，多來自商會及專業機構。政府回應稱將設立三寶樹濕地保育公園以補償生態影響，並強調「發展與保育並行」的原則。

## 爭議
環團認為社會未有進行討論下，剔除約247公頃的濕地保育區和緩衝區，一併納入新田科技城發展，當中四成範圍（約90公頃）將被填塘發展，是立下壞先例。其後有10個環保團體聯署向政府。他們亦指項目眼中影響后海灣生態，包括最瀕危哺乳類動物歐亞水獺、全球不多於700隻的青頭潛鴨和黑臉琵鷺等。同時批評負責項目的土拓處，只用「唧牙膏」的方式發佈資料。不過規劃署指環評報告證明透過三寶樹濕地保育公園補償是可行。而環保署表示所有環評報告均嚴格按照《技術備忘錄》規定。

## 司法覆核
2024年8月，社工謝世傑曾經就環保署有條件批准新田科技城環評報告入稟司法覆核，不過由於法援申請一直未獲批，到同年11月申請擱置法律程序，但遭到被拒絕。其後他遭恐嚇而申請退出案件，改為由前區議員陳嘉琳接手。2025年4月11日，高院駁回陳嘉琳的替代申請，認為她過去並無就環評發表意見，同時指兩人沒有展示足夠的利益一致性。

## 外部連結
- Northern Metropolis （页面存档备份，存于）
- 新田科技城 （页面存档备份，存于）
- 維基新聞相關報導：港府司法覆核下强推新田科技城